# نترات الحديد الثلاثي
 نترات الحديد الثلاثي مركب كيميائي له الصيغة Fe(NO3)3.9H2O ، ويكون على شكل بلورات بنفسجية فاتحة.

## الخواص
- حالة أكسدة الحديد في هذا المركب 3+ ويكون على شكل تساعي هيدرات.
- تتسيل بلورات نترات الحديد الثلاثي لدى تماسها مع الهواء، كما تنحل بشكل جيد في كل من الماء والإيثانول والأسيتون.

## التحضير
يحضر مركب نترات الحديد الثلاثي من عملية حل الحديد في حمض النتريك متوسط التركيز حسب المعادلة
2Fe + 6HNO3 → 2Fe(NO3)3 + 3H2

## الاستخدامات
يستعمل مركب نترات الحديد الثلاثي كمضاد للتآكل، كما أن له تطبيقات في أحواض الصباغة وفي إنتاج الحرير.